# Confrides
Confrides é um município da Espanha na província de Alicante, Comunidade Valenciana. Tem 40 km² de área e em 2021 tinha 271 habitantes (densidade: 6,8 hab./km²).

## Demografia
| Variação demográfica do município entre 1991 e 2004 | Variação demográfica do município entre 1991 e 2004 | Variação demográfica do município entre 1991 e 2004 | Variação demográfica do município entre 1991 e 2004 |
| --------------------------------------------------- | --------------------------------------------------- | --------------------------------------------------- | --------------------------------------------------- |
| 1991                                                | 1996                                                | 2001                                                | 2004                                                |
| 297                                                 | 300                                                 | 309                                                 | 301                                                 |